# Pseudidothea miersi
Pseudidothea miersi är en kräftdjursart som först beskrevs av Studer 1884.  Pseudidothea miersi ingår i släktet Pseudidothea och familjen Pseudidotheidae. Inga underarter finns listade i Catalogue of Life.